# Estevão Ciavatta
Estevão Ciavatta (Rio de Janeiro, 9 de agosto de 1968), é um premiado diretor, roteirista e produtor formado em Cinema pela Universidade Federal Fluminense (UFF), e acredita que as histórias têm o poder de mobilizar pessoas e transformar realidades. É sócio-fundador da produtora de audiovisual Pindorama Filmes, a primeira empresa brasileira Carbono Neutro na indústria do audiovisual e referência em questões sociais e ambientais. Ciavatta já dirigiu dezenas de filmes e programas de televisão, destacando-se: a campanha Árvore Refugiada (Leão de Ouro Cannes 2022); o longa-metragem Amazônia Sociedade Anônima (One World Media Award 2021 e Melhor Filme no Festival Internacional De Cinema De Alter Do Chão 2020); as séries de ficção para HBO Latam Santos Dumont (vencedor do Telly Awards Entretenimento e Cinematografia 2019), e Preamar (seleção oficial do Festival de Biarritz 2013); a série educativa Um Pé de Que? (Melhor Programa de Televisão – Nature Conseracy) e SOS Mata Atlântica 2009; além do programa semanal Central da Periferia (Melhor Programa de Televisão – APCA 2007). Estevão também liderou a campanha de crowdfunding "Dá Pé", uma das 10 maiores do Brasil, que mobilizou 7 milhões de pessoas para plantar 36 mil árvores e ganhou o Prêmio Hugo Werneck de Sustentabilidade pela restauração de nascentes e matas ciliares da Mata Atlântica.

## Vida Profissional
Após cursar dois semestres de Engenharia Florestal na Universidade Federal de Viçosa - MG, Estevão fez vestibular para o curso de cinema da Universidade Federal Fluminense, aonde ingressou em 1988, se formando no ano de 1992 com o curta-metragem Perdi a Cabeça na Linha do Trem, estrelado por Nelson Sargento, com as participações de Helena Ignez e Amir Haddad. Ainda nesse tempo, Estêvão trabalhava profissionalmente como assistente de câmera, carreira que seguiu até ser diretor de fotografia, sendo premiado na categoria Melhor Fotografia no Festival de Brasília com o curta metragem Geraldo Voador, em 1994. Apenas em 1997, com lançamento do premiado curta-metragem Nelson Sargento no Morro da Mangueira foi que Estêvão abraçou finalmente a carreira de diretor, tendo em seguida trabalhado nos programas Brasil Legal e Muvuca na TV Globo.
Em 2000, saindo da TV Globo fundou a produtora Pindorama Filmes e começou sua carreira de produtor, além de diretor e roteirista, com o programa Um Pé de Quê? e quadros para o programa Fantástico, na TV Globo, ambos estrelados por Regina Casé. Nos primeiros oito anos da produtora, Estevão se dividiu entre as florestas e as favelas do Brasil, conhecendo esses ambientes em praticamente todos os estados do país. O ponto de transição e de volta aos projetos de ficção começam em 2008 com o desenvolvimento da séria Preamar para a HBO, produção que seria filmada em 2011. A partir daí, Estevão se divide entre projetos documentais e de ficção, destacando-se os filmes documentários Programa Casé (2011), Fonte da Juventude (2017) e Amazônia Sociedade Anônima (2019); e na ficção o especial de fim-de-ano Papai Noel Existe (2013), com Rodrigo Santoro e Regina Casé, o filme longa-metragem Made in China (2014) e a série Santos Dumont (2019), da HBO.
A partir de 2021, Estêvão inaugura uma nova fase, expandindo a vida profissional em novas áreas da comunicação como campanhas de mobilização entre elas Jatobá, Árvore Refugiada e filmes de realidade virtual como Amazônia Viva.

## Vida Pessoal
Em 1999, casou-se com a atriz e apresentadora Regina Casé. Regina e Estevão se casaram no Rio de Janeiro, na Igreja de Nossa Senhora da Glória, a mesma igreja onde os pais de Regina casaram-se, em que Regina se batizou e fez a primeira comunhão. Regina sempre quis casar-se na igreja, sempre foi religiosa, gosta de orar aos santos e de ler histórias deles. O casal, no começo, morou em casas separadas, mas depois de meses foram morar juntos, os dois e a menina Benedita. Estevão sofreu um grave acidente montando a cavalo, se descuidou e caiu. Ele quase ficou tetraplégico. Em 2013, Estevão e Regina adotaram um menino chamado, Roque Casé Ciavatta.

## Filmografia
- Amazônia Viva

Filme de Realidade Virtual - uma jornada espiritual na Floresta amazônica - 2022
- Jatobá - Árvore Refugiada

Campanha para Agência África - 2022
- Amazônia Sociedade Anônima

Longa-metragem documental sobre grilagem de terras na Amazônia – 2020
- Santos Dumont

Minissérie de ficção sobre o pioneiro da aviação Santos Dumont. 6 episódios de 60 minutos – HBO - 2019
- Um Pé de Quê?

Programa sobre árvores apresentado por Regina Casé e exibido no Canal Futura – de 2001 até 2018
- Fonte da Juventude

Media-metragem documental + Campanha educacional sobre a importância de comer legumes, verduras e frutas - www.fontedajuventude.info.br / 2017
- Jogos do Mundo

Série documental sobre esportes incomuns filmada em Brasil, Irlanda, Holanda, Turquia, Índia, Vanuatu e Japão.
8 episódios x 13 min – TV GLOBO - 2016
- Made In China

Longa-metragem ficção sobre a invasão chinesa no comércio popular do Rio de Janeiro – 2015
- Amazônia Sociedade Anônima

Série de 5 episódios - um retrato dos rumos econômicos e sociais da Amazônia. Exibida no Fantástico – TV GLOBO - 2015
- A Bola

Série documental para TV filmada em Myanmar, Tailândia, Alemanha/Suíça/Áustria, Irlanda e Brasil. Exibida no Esporte Espetacular/ TV Globo – 2014
- Preamar

Série de ficção sobre a descoberta do mercado da praia por um especulador do mercado financeiro - 13 x 50min. HBO América Latina - 2012
- Os Deuses do Olimpo Visitam o Rio de Janeiro

Clip da música criada para a cidade do Rio de Janeiro como Cidade Olímpica – 2012
- Globo Educação

Série documental para TV sobre o ensino escolar brasileiro - TV Globo e Canal Futura - 2010, 2011, 2012 e 2013
- Esquenta!

Programa semanal de TV, 2 temporadas – 2011
- Programa Casé: O Que A Gente Não Inventa Não Existe

Longa-metragem documental sobre o pioneiro do rádio no Brasil Ademar Casé – 2010
- Papai Noel Existe

Especial de Natal com Regina Casé, Rodrigo Santoro e Katiuscia Canoro - TV Globo/2010
- Vem Com Tudo

Quadro para o Fantástico/TV Globo sobre tendências com Regina Casé - 2009
- Vozes do Clima

Série documental para TV sobre as mudanças climáticas no Brasil – TV Globo/ GloboNews - 2009
- Nomes da Moda

Série de TV com grandes nomes da moda no Brasil – exibido na Fashion TV/Turner - 2008
- Lan House

Quadro exibido no programa Fantástico/TV Globo - 2008
- DVD Favela Brasil

Show do cantor e compositor Leandro Sapucahy - 2008
- Veneno e Antídoto: Uma Visão da Violência no Brasil

Website www.venenoeantidoto.com.br - 2008
- O Veneno e o Antídoto: Uma Visão da Violência na Colômbia

Documentário para TV sobre no combate à violência na Colômbia – 2007
- Central da Periferia – Mundo

Série TV de 16 episódios para TV Globo sobre a força da cultura da periferia no mundo - 2007
- Minha Periferia

Série para o Fantástico/ TV Globo sobre a força da cultura da periferia – 2006
- Central da Periferia

Programas de TV Globo sobre a força da cultura da periferia no Brasil - 2006
- Crianças

Série para o Fantástico/ TV Globo sobre o que é ser criança – 2005
- Polícia Mineira

Documentário para TV sobre as inovações da polícia de Minas Gerais – 2005
- Novos Velhos

Série para o Fantástico/ TV Globo sobre a nova geração de velhos – 2005
- Adolescentes

Série para o Fantástico/ TV Globo sobre o que é ser adolescente – 2004
- Blitz

Série de humor para o Fantástico/ TV Globo sobre hábitos que ninguém aguenta mais – 2002/2003
- Que História é Essa?

Série de TV, 7 programas de 25 minutos. Canal Futura. Brasil – 2002
- Muvuca

Programa de variedades semanal TV Globo – 1999/ 2000
- Brasil Legal

Programa semanal da TV Globo pioneiro na apresentação de anónimos na televisão brasileira – 1996/ 1998
- Nelson Sargento

Curta-metragem documental sobre o baluarte do samba – 1997
- Dilúvio Carioca

Curta-metragem ficção sobre um casal em crise no matrimônio – 1994
- Perdi a Cabeça na Linha do Trem

Curta-metragem ficção sobretudo o que faz um homem perder a cabeça – 1992

## Prêmios
Amazônia Viva
- Melhor Filme de Realidade Virtual - Festival Planeta, Barcelona (2023)

JATOBÁ - Árvore Refugiada
- Leão de Ouro em Cannes (2022)

Amazônia Sociedade Anônima
- One World Media Awards - Enviromental Impact (2021)

- Melhor Filme - Festival Internacional de Cinema de Alter do Chão (2020)

Santos Dumont
- Telly Awards - Gold Cinematography (2020)

- Telly Awards - Bronze Entertainment (20200

Fonte da Juventude
- Prêmios Juri Popular e Melhor Media-Metragem - FRICINE (2017)

Dá Pé - Campanha de Crowdfunding
- Prêmio Hugo Wernek de Sustentabilidade (2016)

Programa Casé
- Melhor Concepção Sonora - RECINE (2010)

Um Pé de Quê?
- Melhor Programa de Televisão - Nature Conseracy e SOS Mata Atlântica (2009)

Central da Periferia
- Melhor Programa de Televisão - APCA (2007)

Nelson Sargento
- Filme do Ano, Críticos JB (1997)
- Prêmios Júri Popular, Crítica e Especial do Júri - Brasília (1997)
- Prêmios Melhor Montagem e Trilha Sonora - Gramado (1997)
- Prêmios Especial do Júri e Montagem - Rio Cine (1997)
- Prêmio Margarida de Prata - CNBB (1997)
- Prêmio Melhor roteiro - Festival de Recife (1997)

Brasil Legal
- Melhor Programa de Televisão - APCA (1997)

Geraldo Voador
- Prêmio Melhor Fotografia - Brasília (1995)

Angoscia
- Melhor Curta Experimental - Festival Brasília (1993)